# Paraethria triseriata
Paraethria triseriata är en fjärilsart som beskrevs av Herrich-Schäffer 1855. Paraethria triseriata ingår i släktet Paraethria och familjen björnspinnare. Inga underarter finns listade i Catalogue of Life.